# Paspalum hirtum
Paspalum hirtum är en gräsart som beskrevs av Carl Sigismund Kunth. Paspalum hirtum ingår i släktet tvillinghirser, och familjen gräs. Inga underarter finns listade i Catalogue of Life.